# Седергольм, Карл Эрикович
Карл Роберт Седергольм (швед. Carl Robert Sederholm, также Карл Эрикович или Карл Карлович; 6 июня 1818, Париккала, Выборгская губерния — 28 марта 1903, Гельсингфорс) — российский военный деятель, генерал-лейтенант (1881), военный инженер и военный писатель, философ, археолог.

## Биография
Происходил из немецкой финляндской семьи.
С 1835 по 1842 год учился в Финляндском кадетском корпусе в городе Фридрихсгаме, а потом продолжил образование в Военно-инженерной академии в Санкт-Петербурге, имел звание наказного атамана Войска донского.
В 1855 году (во время Крымской войны) руководил инженерными работами во время обороны крепости Кинбурн, где служил с 1846 года, и попал в плен к французам после капитуляции.
После возвращения из плена, поскольку он протестовал против сдачи, получил ряд наград и был произведён в капитаны. Затем служил в качестве руководителя возведения фортификаций на различных участках черноморского побережья: под его руководством возводились укрепления сначала в районе Николаева, в 1859—1860 годах — в Керчи, затем у Азовского моря. В 1869 году получил звание генерал-майора.
Во время Русско-турецкой войны 1877—1878 годов был начальником обороны восточного побережья Чёрного моря. В 1881 году был произведён в генерал-лейтенанты.
С 1883 года возглавлял русский инженерный корпус в Финляндии, в конце жизни был членом инженерного комитета главного инженерного управления.
Занимаясь археологией, составил коллекцию деревянных моделей (часть их находилась в Гельсингфорсе, в музее) важнейших зданий древних, средних и новых времён, имея целью продемонстрировать историческое развитие архитектуры; также увлекался религиозно-философскими исследованиями. Состоял в Одесском обществе истории и древностей. Во время проживания в Керчи был смотрителем Мелек-Чесменского кургана.
Писал как на русском, так и на немецком языках. Главные военно-научные труды: «Опыты долговременной фортификации» и «Проект крепостного фронта» (переведён на иностранные языки). Работы по вопросам нравственной философии: «Andens eller det rena förnuftets religion» (Гельсингфорс, 1883; на русском языке — Берлин, 1875); «Buddha den upplyste och hans lära» (Гельсингфорс, 1886); «Kristendomen och därmed ötverensstämmande religioner och filosofemer» (там же, 1888); «Den moderna spiritismen, dess filosofi och ethik» (там же, 1889) и так далее.